# El Limón
El Limón é um município do estado de Jalisco, no México.
Em 2005, o município possuía um total de 5 410 habitantes.